# Cafu Barreto
Edicley Souza Barreto (Irecê, 22 de outubro de 1979), mais conhecido como Cafu Barreto, é um empresário e político brasileiro filiado ao Partido Social Democrático (PSD). Atualmente exerce o mandato de deputado estadual pelo estado da Bahia.

## Biografia
De família humilde incrustrada na região de Canoão, pertencente ao município de Ibititá, após ter sido bem sucedido na construção civil, foi prefeito por dois mandatos de sua terra natal. Nas eleições de 2022, foi candidato a deputado estadual pelo PSD e foi eleito com 67.324 votos.